# 谷木科
谷木科（学名：Memecylaceae）共有7属约430余种，主要分布在全球热带地区，其中以东南亚、太平洋岛屿种类最多。中国2属约12种，分布于西南部至东南部。
本科植物都是灌木或小乔木，叶对生，革质，卵形或披针形，基出脉3；花小，4数，腋生，组成聚伞花序或圆锥花序；花萼半球形或钟状，有些种类的木材有用，果实可以食用。
1981年的克朗奎斯特分类法将其列入野牡丹科，1998年根据基因亲缘关系分类的APG 分类法单独分出一个科，2003年经过修订的APG II 分类法认为仍然可以选择性地和野牡丹科合并。